# Трилер (відео)
«Michael Jackson's Thriller Music Video» (з англ. «Майкл Джексон'с Трилер Музичне Відео») — музичне відео тривалістю тринадцять хвилин і сорок п'ять секунд (13:45). Бюджет становив: 1 млн доларів, хоча режисер Джон Лендіс стверджував, що бюджет становив 500 тис. доларів, тобто у два рази менше, (продано музичного відео приблизно 9 млн копій). Michael Jackson's Thriller Music Video став першим музичним відео, якого було занесено до Національного реєстру фільмів США (30 Грудня 2009 року). Це музичне відео стало найкращим відео усіх часів і народів.                                          «Michael Jackson's Thriller Music Video» було оголошено найкращим музичним відео всіх часів, коли музичне відео попало до Книги рекордів Гіннеса 14 листопада 2006 року.

## Сюжет Музичного Відео
Сюжет розвивається у п'ятдесяті роки (50 роки) Майкл Джексон зі своєю дівчиною (Ола Рей), приїжджають на машині у ліс. Раптом машина ламається, і вони вирішують пройтися пішки. Потім вони зупиняються і Майкл вирішує освідчитися їй і дарує обручка і ще він хоче пояснити, що він не такий як інші хлопці. І в цей час великим планом показують повний Місяць і Майкл починає корчитися від болю, коли його дівчина хоче запитати («Чи все з ним добре?»), він підіймає обличчя і вона бачить як він перетворюється на вовкулаку. Вона починає втікати, але він переслідує її, потім накидається на неї й роздирає. Після того події переносяться у кінозал і глядач розуміє, що все це було не по справжньому («Це лише фільм жахів»). Вони дивляться фільм, через деякий час дівчині Майкла стає страшно і вона закликає піти звідси, але він каже, що йому весело, вона сама виходить з кінозалу на вулицю і він доїдаючи попкорн слідує за нею. І вони йдуть темною вулицею і Майкл починає танцювати й співати. Коли вони проходять повз цвинтаря, всі мертвяки починають оживати й починати свій шлях, потім зомбі заганяють їх в пастку і його дівчина починає обертатися і дивитися на них і бачить, що Майкл став теж одним з тих потвор. У це момент він разом з зомбі починає танцювати, а після цього вони йдуть, щоб зловити його дівчину. Вона ховається в старому, покинутому будинку, але вони й там її знайшли й дістали. Майкл кладе свою руку на її плече вона кричить думаючи, що це реальність, а він заспокоює її й запевняє, що це все їй наснилося.

## Місця Фільмування
Музичне відео знімали в жовтні 1983 року, зйомки: сцена в кінозалі на вулиці (630 S Broadway, Los Angeles, CA 90014, Сполучені Штати Америки); сцена з зомбі, які танцюють на вулиці (3677-3699 Union Pacific Ave Los Angeles, CA 90023, Сполучені Штати Америки); сцена в покинутому будинку на вулиці (Los Angeles, Angeleno Heights 1345 Carroll Avenue).

## Прем'єра Музичного Відео
Прем'єра відбулася 2 Грудня 1983 року на каналі MTV.

## Знімальна Група
- Режисер: Джон Лендіс;
- Продюсери: Джордж Фолсей (молодший), Майкл Джексон і Джон Лендіс;
- Сценарій написаний: Джоном Лендісом і Майклом Джексоном;
- В ролях: Майкл Джексон, Ола Рей і Вінсент Прайс;
- Музика написана: Родом Темпертоном, Майклом Джексоном і Елмером Бернстеіном;
- Оператор-постановник: Роберт Пайнтер, B.S.C.;
- Спеціальний макіяж, ефекти розроблені й створені: Ріком Бакером і EFX, Inc.;
- Хореографія: Майкл Пітерс і Майкл Джексон;
- Редагування: Малколм Кампбелл і Джордж Фолсей (молодший);
- Артдиректор: Чарліс Хугіс;
- Костюми розробили: Келлі Кімбалл і Дебора Надулман Лендіс;
- Менеджер з виробництва: Ден Аллінгхам;
- Перший асистент режисера: Девід Сосна;
- Ляклива музика написана: Елмером Бернстеіном;
- Виробничі компанії: MJJ Productions і Optimum Productions;
- Дистриб'ютори (розповсюджувачі): Epic Records і Vestron Video.

## Making Of  Thriller
Фільм знятий режисером Джеррі Крамером, продюсером був сам Майкл.